# Gary David Goldberg
Gary David Goldberg, född 25 juni 1944 i Brooklyn i New York, död 23 juni 2013 i Montecito, Kalifornien, var en amerikansk film- och TV-producent, manusförfattare och regissör. Han skapade TV-serien Fem i familjen och producerade TV-serien Spin City.

## Filmografi (filmer som haft svensk premiär)
- 1989 - Dad, regi
- 1995 - Bye Bye, Love, manus och producent
- 2005 - Matte söker husse, regi, manus och producent